# Manuel do Rego Medeiros
Dom Manuel do Rego Medeiros (Aracati, 21 de setembro de 1829 — Maceió, 16 de setembro de 1866) foi sacerdote católico brasileiro. Foi bispo de Olinda, tendo sido o primeiro a nascer em sua própria diocese, uma vez que, na época, o Ceará estava subordinado ao bispado de Pernambuco.

## Biografia
Nasceu na então vila de Aracati, província do Ceará, filho do comerciante português Manuel do Rego Medeiros e de Mariana do Rego da Luz. Era irmão de Antônio Manuel de Medeiros, que foi diretor do Hospital de Montevidéu durante a Guerra da Tríplice Aliança.
Entrou para o Seminário de Olinda, onde foram seus professores o deão Joaquim Francisco de Faria, o cônego Manuel Tomás de Oliveira e o padre Manuel José da Trindade, os quais, coincidentemente, estiveram presentes em suas exéquias. Recebeu a ordenação do bispo D. João da Purificação Marques Perdigão, em 29 de junho de 1853, e cantou sua primeira missa em na Igreja do Senhor do Bonfim, em Aracati, em 28 de agosto do mesmo ano.
Fixando-se no Ceará, foi com os pais residir em Fortaleza, em 1854, passando a exercer o magistério. Nesta condição, ajudou a fundar na capital cearense uma escola para órfãos, mantida pelo governo da província.
Na qualidade de capelão militar, serviu no Corpo Eclesiástico do Exército, de 1858 a 1861, na Bahia, tornando-se ali amigo íntimo de Antônio de Macedo Costa, futuro bispo do Pará, de quem foi secretário particular.
Em 1862, partindo para a Europa, passou a frequentar o Seminário de São Sulpício, em Paris, e depois o Colégio Pio Latino-Americano, em Roma, graduando-se em direito civil e canônico, após três anos de estudo.
Enquanto esteve fora do Brasil, excursionou por toda Europa, Ásia, parte da África e pela Terra Santa. Sua peregrinação pelo Oriente muito influenciou no desejo de se tornar um missionário no Japão, porém o decreto imperial de 5 de abril de 1865, indicando-o para a diocese de Olinda, frustraram tais planos. A bula de Pio IX, de 25 de setembro do mesmo ano, confirmou a escolha do imperador D. Pedro II. Sua sagração episcopal foi realizada em Roma, na Basílica de Santa Cruz de Jerusalém, em 12 de novembro seguinte. Foi o sagrante principal o bispo D. Niccola Clarelli, da diocese de Montefiáscone, e os consagrantes, D. Giuseppe Berardi, arcebispo titular de Niceia, e D. Alessandro Franchi, futuro secretário de Estado do papa Leão XIII.
Previamente à sua sagração, porém, já havia começado a se preocupar com a solução de problemas de sua diocese. Ao tomar conhecimento do Instituto Santa Doroteia, congregação jovem dedicada à educação feminina, resolveu trazê-la para Pernambuco. Madre Paola Frassinetti, a fundadora da congregação, esteve presente em sua cerimônia de sagração junto às irmãs dorotéias que iriam servir em sua diocese. Conseguiu também a ida dos jesuítas de Itu, em São Paulo, para lá, afim de promover a educação dos jovens. Antes de retornar ao Brasil, foi recebido em audiência pelo papa Pio IX, que o presenteou com um crucifixo que era de seu uso particular.
Desembarcou no Recife, em 12 de janeiro de 1866, com grandes planos, dentre eles: a reforma do clero e do seminário, a organização da circunscrição eclesiástica com a criação de diversos arciprestados e vigários forâneos para facilitar a gerência do bispado. Foram criadas as freguesias de Panelas, Conceição, Pedra, Leopoldina e Granito, e foi benta e inaugurada a capela da povoação do Couro d'Anta, pertencente à freguesia do Brejo da Madre de Deus.
Foi um dos consagrantes do novo bispo de Goiás, D. Joaquim Gonçalves de Azevedo, junto com D. Luís Antônio dos Santos e Antônio de Macedo Costa, em Belém do Pará. No regresso, foi ao Rio de Janeiro agradecer ao imperador por sua indicação para bispo. De lá foi a Alagoas, que ainda fazia parte de sua diocese, sendo recebido carinhosamente por seus fiéis em Maceió. Durante sua estada naquela cidade, porém, foi acometido de febre cerebral e, depois de doze dias de enfermidade, faleceu. Seu corpo foi sepultado na capela-mor da futura catedral de Alagoas, ao lado do evangelho. Posteriormente, seus restos mortais foram transladados para a Sé de Olinda.

## Galeria

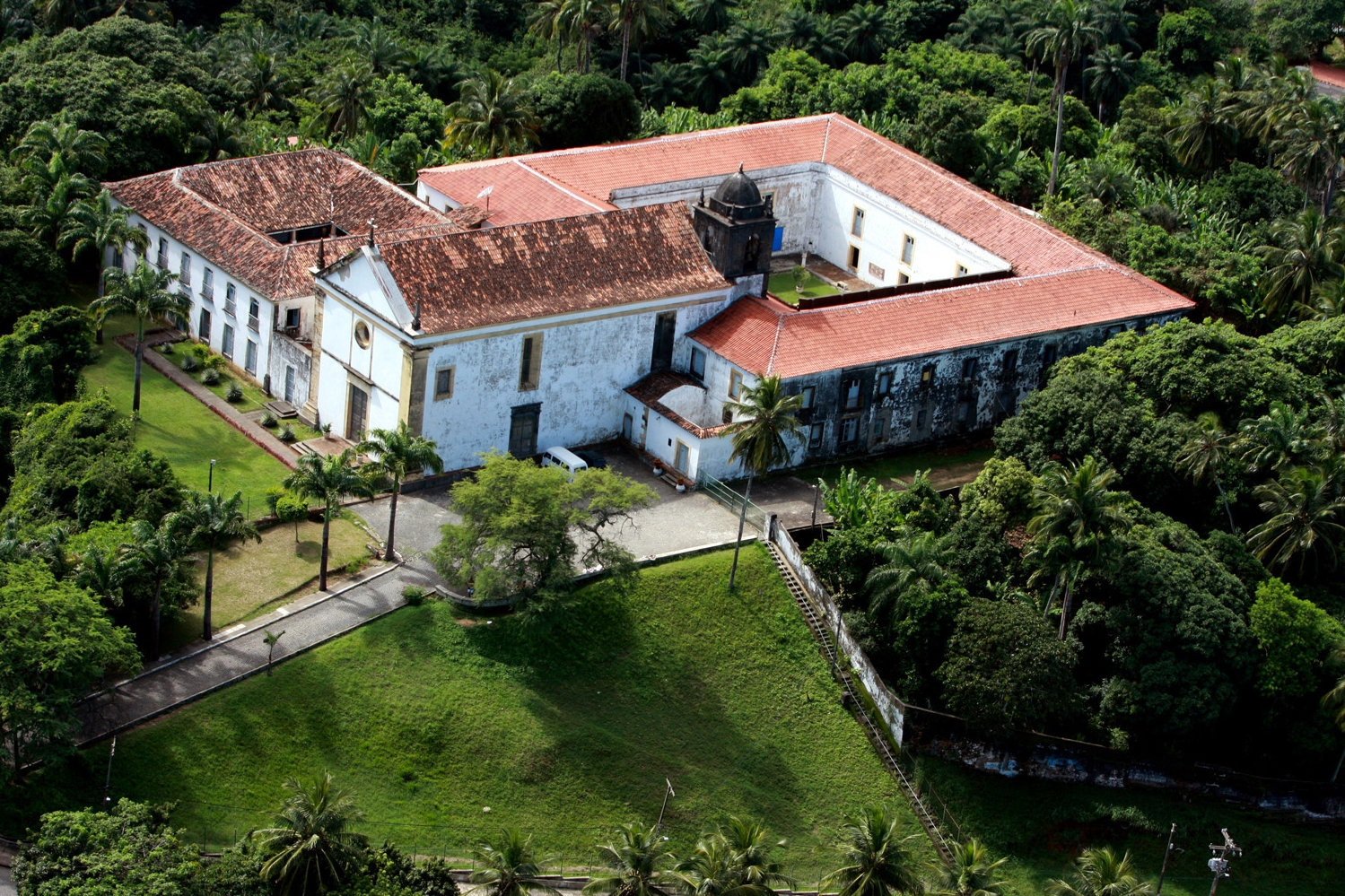
Seminário de Olinda, onde Dom Medeiros se preparou para o sacerdócio.
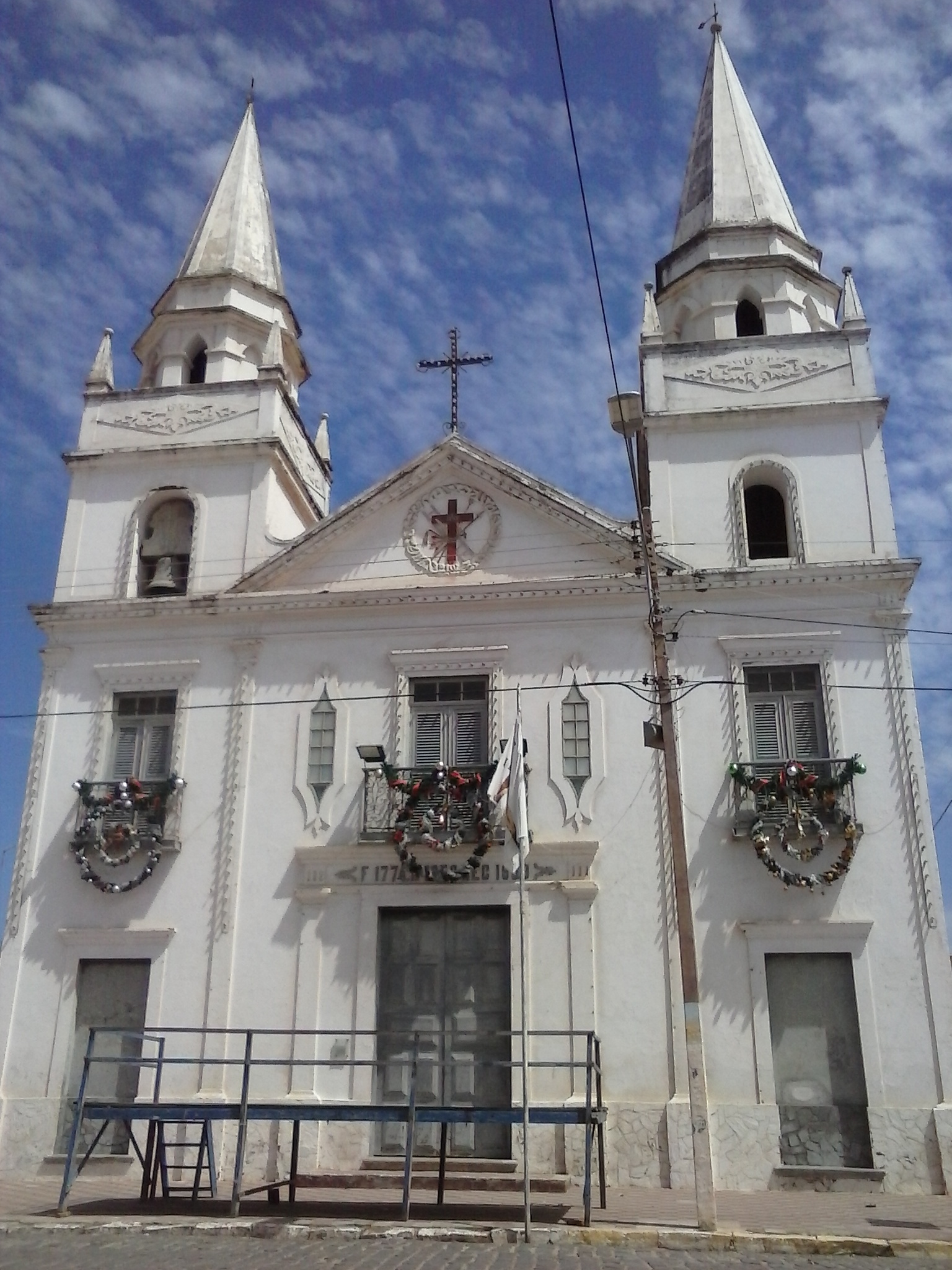
Igreja do Bonfim em Aracati, Ceará, onde Dom Medeiros cantou sua primeira missa.
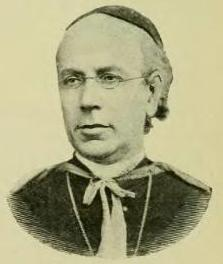
Dom Antônio de Macedo Costa, amigo pessoal de Dom Medeiros.
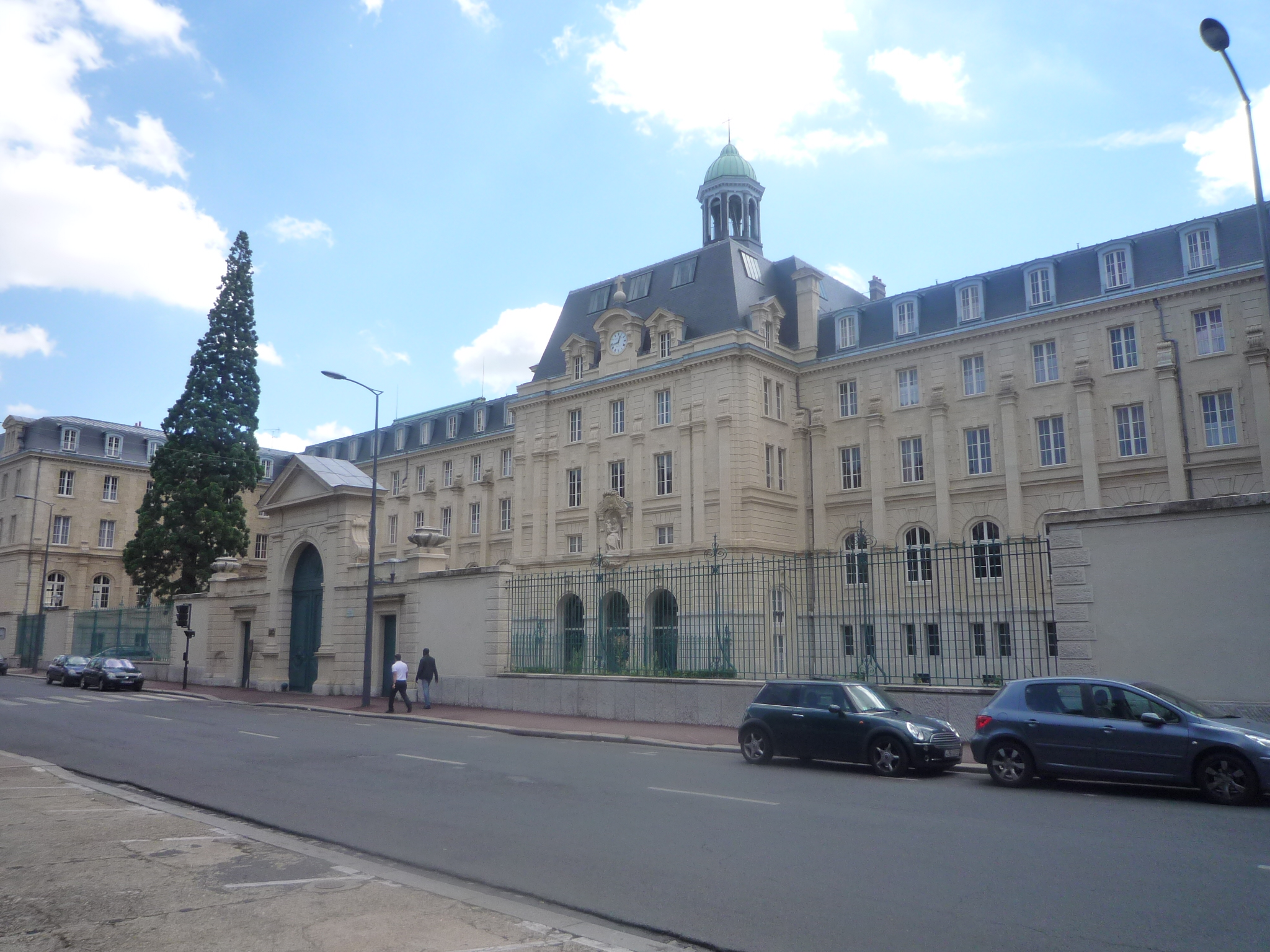
Seminário de São Sulpício, em Paris.
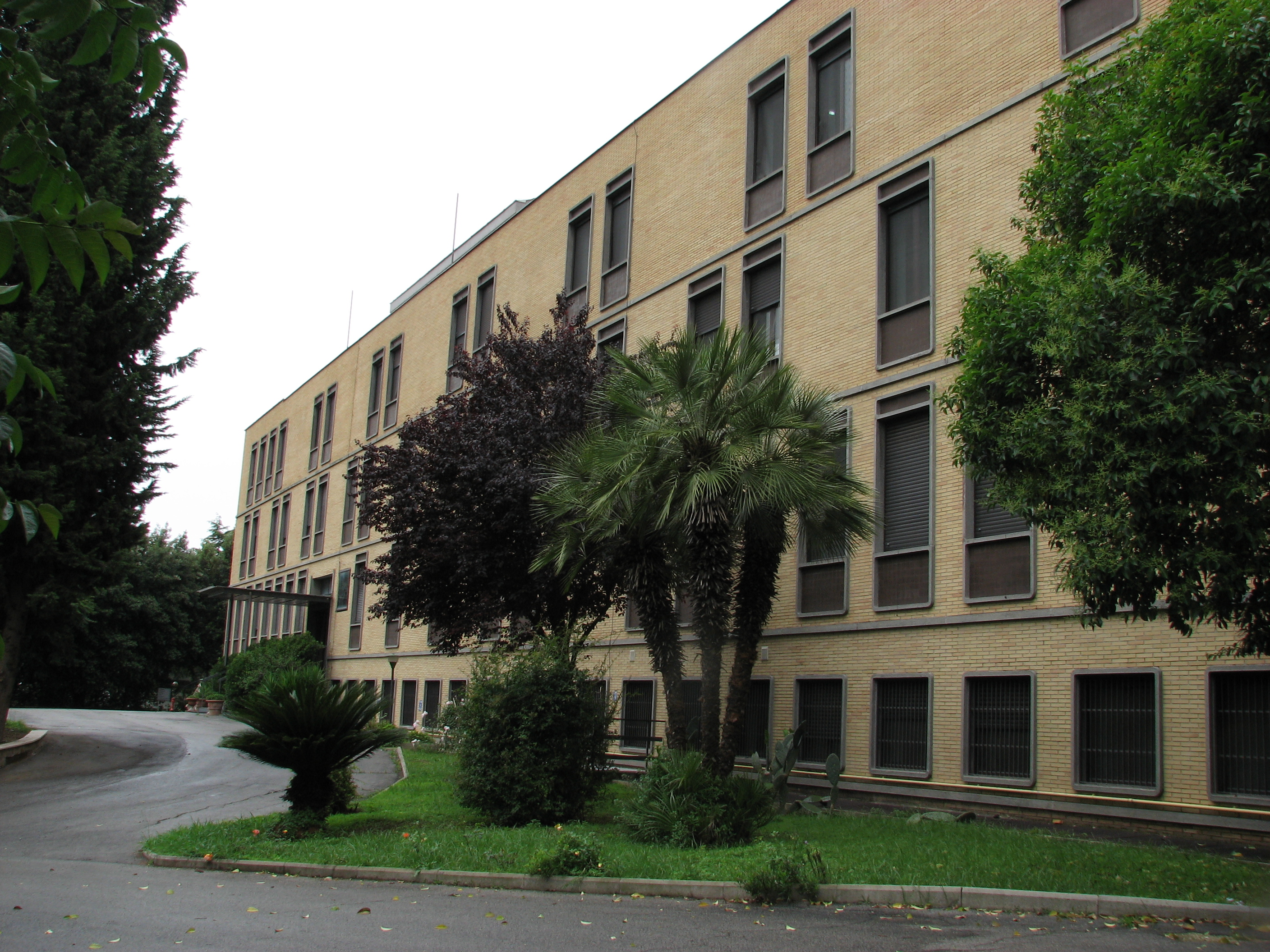
Sede atual do Pontifício Colégio Pio Latino-Americano.
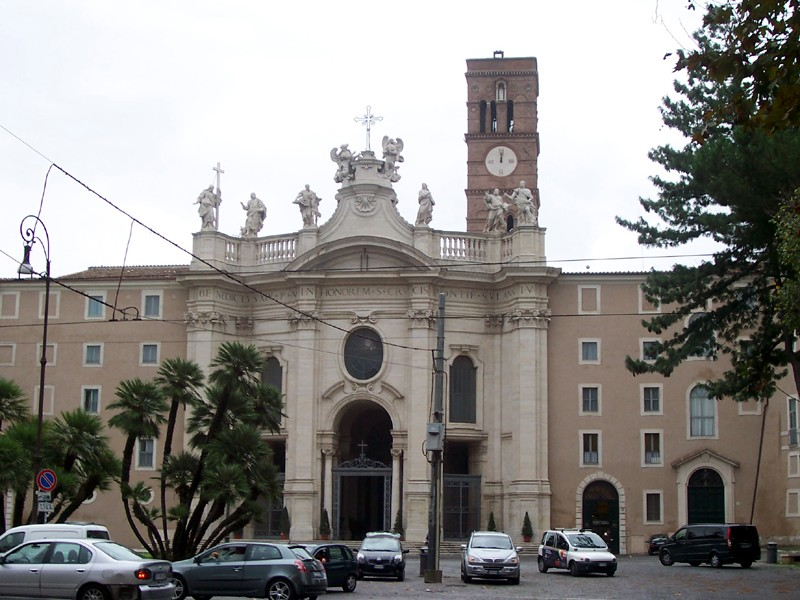
Basílica de Santa Cruz de Jerusalém, em Roma, onde Dom Medeiros foi consagrado bispo.
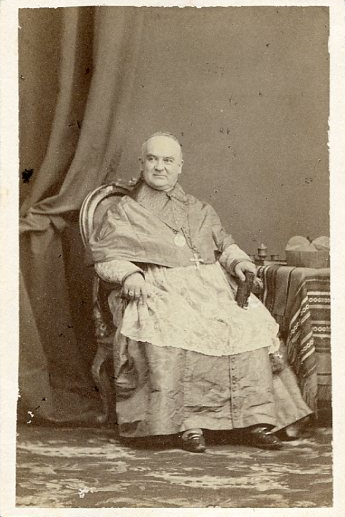
Dom Niccola Clarelli, de quem Dom Medeiros recebeu o episcopado.
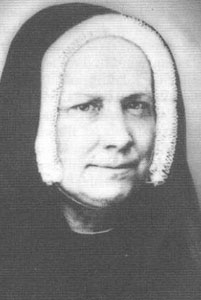
Madre Paola Frassinetti.
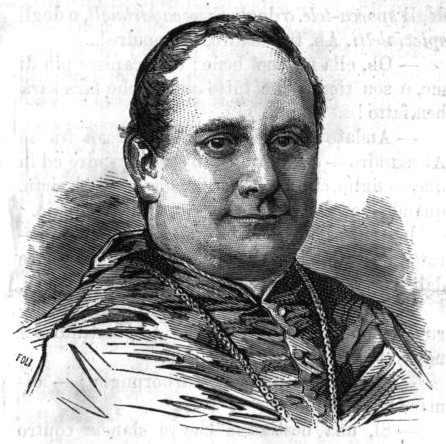
Dom Alessandro Franchi, co-consagrante de Dom Medeiros.
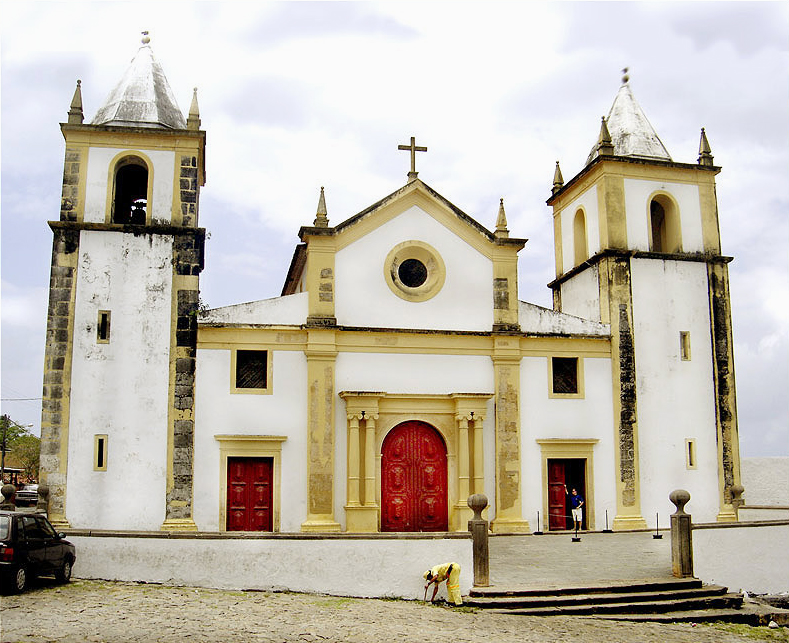
Catedral de Olinda.